# Вища ліга ФАФУ
Вища Ліга Чемпіонату України з американського футболу — проводиться з 1992 року (з перервами). Формат змагань змінювався щороку залежно від кількості команд і географії їх знаходження.

## 1993
У першому чемпіонаті взяло участь п'ять команд. Усі вони прибули до Харкова, де розіграли медалі чемпіонату. Чемпіоном стали «Атланти»(Харків).

## 1994–1997
Інформація відсутня.

## 1998
Склад учасників:
1. «Скіфи» (Донецьк)
2. «Атланти»(Харків)
3. Дестроєрс Київ
4. Політехнік Донецьк
5. «Вінницькі Вовки»
6. Київські Гепарди

## 1999
У 1999 році змагання проходили у два етапи.
На першому етапі команди були розбиті за географічним принципом на дві конференції з яких по дві найкращі команди потрапляли у фінал чотирьох.
Учасники фіналу чотирьох:
1. «Скіфи» (Донецьк)
2. «Атланти»(Харків)
3. Київські Гепарди
4. Дестроєрс Київ

## 2000
У 2000 році формат змагань не змінився.
Західна конференція
1. Київські Гепарди
2. «Слов'яни»(Київ)
3. «Ужгородські Лісоруби»

Східна Конференція
1. «Скіфи» (Донецьк)
2. «Атланти»(Харків)
3. «Вінницькі Вовки»

До Фіналу чотирьох вийшли:
1. «Скіфи» (Донецьк)
2. «Атланти»(Харків)
3. Київські Гепарди
4. «Слов'яни»(Київ)

## 2001
У 2001 році знову було змінено формат змагань. Відмовились від фіналу чотирьох. Натомість переможці конференцій у фіналі зустрічалися з донецькими «Скіфами», які потрапляли до фіналу без додаткових ігор у регулярному чемпіонаті.
Західна конференція
1. «Київські Бомбардири»
2. «Слов'яни»(Київ)
3. «Ужгородські Лісоруби»
4. «Вінницькі Вовки»

Східна конференція
1. «Донецькі Орли»
2. «Донецькі Молотобійці»
3. «Легіон» (Донецьк)

## 2002
У 2002 році список учасників розширився, але не всі команди дограли чемпіонат до кінця.
Східна конференція
1. «Київські Бомбардири»
2. «Слов'яни»(Київ)
3. «Донецькі Тигри»
4. «Луганські Леопарди»
5. «Донецькі Орли»

Західна конференція
1. «Варвари» (Кишинів, Молдова)
2. «Ужгородські Лісоруби»
3. «Вінницькі Вовки»
4. «Тернопільські Кабани»

## 2003
І знову через фінансові труднощі учасників залишилось всього шість.
Західна конференція
1. «Слов'яни»(Київ)
2. «Ужгородські Лісоруби»
3. «Ужгородські Воїни»

Східна конференція
1. «Скіфи» (Донецьк)
2. «Варвари» (Кишинів, Молдова)
3. «Луганські Леопарди»

## 2004
У сезоні 2004 року у змаганнях взяли участь:
1. «Слов'яни»(Київ)
2. «Скіфи» (Донецьк)
3. Варвари (Кишинів, Молдова)
4. «Ужгородські Лісоруби»
5. «Ужгородські Воїни»

## 2005–2007
У дані роки чемпіонат не проводився. Команди грали тільки товариські зустрічі.

## 2008
Після перереєстрації ФАФУ, на старт чемпіонату вийшло шість колективів.
Західна конференція
1. «Карпатські Ведмеді»
2. «Слов'яни»(Київ)
3. «Київські Витязі»

Східна Конференція
1. «Донецькі Варяги»
2. «Севастопольські Титани»
3. «Луганські Танки»

## 2009
З 2009 року регулярно проводиться розіграш Вищої Ліги.
За регламентом змагань, Вища ліга була географічно розділена на дві конференції Захід та Схід:
Захід
1. «Ужгородські Лісоруби»
2. «Мінські Зубри»  Білорусь
3. «Слов'яни»(Київ)
4. «Київські Джетс»
5. «Вінницькі Вовки»

Схід
1. «Скіфи-ДонНТУ» (Донецьк)
2. «Севастопольські Титани»

Через ряд причин у конференції Схід було зіграно лише одну гру між командами «Скіфи» та «Титани»

## 2010
Не брали участі «Вінницькі Вовки», але додалисяхарківські «Атланти» та «Сімферопольські Таври»:
Захід
1. «Ужгородські Лісоруби»
2. «Мінські Зубри»  Білорусь
3. «Слов'яни»(Київ)
4. «Київські Джетс»

Схід
1. «Скіфи-ДонНТУ» (Донецьк)
2. «Севастопольські Титани»
3. «Атланти»(Харків)
4. «Сімферопольські Таври»

## 2011
З 2011 року було знову змінено формат змагань і чемпіонат було розділено на Вищу лігу (11х11) та Першу лігу (8х8).
1. «Скіфи-ДонНТУ» (Донецьк)
2. «Київські Бандити»
3. «Мінські Зубри»  Білорусь
4. «Слов'яни»(Київ)
5. «Атланти»(Харків)
6. «Мінські Литвини» (Білорусь)  Білорусь

## 2012
У сезоні 2012 року у Вищій лізі брали участь:
1. «Скіфи-ДонНТУ» (Донецьк)
2. «Київські Бандити»
3. «Мінські Зубри»  Білорусь
4. «Слов'яни»(Київ)
5. «Атланти»(Харків)

## 2013
У Вищій лізі взяли участь:
1. «Скіфи-ДонНТУ» (Донецьк)
2. «Київські Бандити»
3. «Слов'яни»(Київ)
4. «Атланти»(Харків)
5. «Одеські Пірати»
6. «Київські Витязі»
7. «Дніпропетровські Ракети»
8. «Сімферопольські Таври»

У 2015 відбувся останній Чемпіонат України під егідою ФАФУ, де команда «Ужгородські Лісоруби» завоювала золоті медалі у Вищій лізі.

## 2015
Команди що взяли участь у Чемпіонаті України 2015 року:
1. «Бандити» (Київ)
2. «Леви» (Львів)
3. «Слов'яни» (Київ)
4. «Ракети» (Дніпропетровськ)
5. «Вовки» (Вінниця)
6. «Лісоруби» (Ужгород)
7. «Бульдоги» (Київ)
8. «Пірати» (Одеса)

ужгородські «Лісоруби» виграли чемпіонат України з американського футболу, які перемогли у фіналі київських «Бандитів» 34:21.
У суботу на столичному стадіоні "Спартак" пройшов фінал чемпіонату України з американського футболу. Зустрічалися дворазові чемпіони київські «Бандити» та «Лісоруби» з Ужгорода. Перемогу в матчі здобули номінальні гості з рахунком 34:21.
Суперники по фіналу двічі зустрічалися в рамках регулярного сезону. У середині травня «Бандити» перемогли з рахунком 55:27, а наприкінці червня «Лісоруби» взяли реванш - 26:18. На шляху до фіналу обом командам в плей-оф довелося обіграти київські колективи - «Бандити» перемогли "Слов'ян" з рахунком 22:18, а «Лісоруби» обіграли «Бульдогів» - 41:19.
Як зазначає профільне видання «First and goal», важливу роль у перемозі над найсильнішою командою України останніх років відіграли ужгородські легіонери. Особливо вирізнявся ресивер-легіонер Трой Райс (+7), який показав здатність самотужки протистояти одразу декільком захисникам «Бандитів».
Тож дворазові чемпіони України та фаворити сезону «Бандити» віддали корону «Лісорубам» з Ужгорода. Це перша перемога ужгородців з 2009 року.
«Лісорубів» створили наприкінці 90-х років на базі студентів Ужгородського національного університету. У 2003 році більшість гравців перейшли до складу "Воїнів", і «Лісоруби» припинили існування. 2008 року команда відродилася, об'єдналася з "Воїнами" і 2009 року виграла чемпіонат України. Після цього через зміну поколінь команда довго грала в нижчих лігах і заявилася у вищий дивізіон тільки 2015 року.
Протягом останніх двох років в українському американському футболі домінували київські «Бандити». Торік вони практично не мали конкуренції у зв'язку з розвалом донецьких "Скіфів", які припинили грати через війну.
Чемпіонат України з американського футболу складається з двох ліг. У "вишці", розділеній на два "сильні" й один "слабкий" дивізіони, грають «Бульдоги», Слов'яни (Київ), «Бандити», «Витязі» (усі - Київ), «Лісоруби» (Ужгород), «Леви» (Львів), "Ракети" (Дніпропетровськ), "Пірати" (Одеса), "Монархи" (Рівне), "Гладіатори" (Хмельницький), «Вовки» (Вінниця).
У першій лізі цього сезону домінували харківські «Атланти», яких понизили в класі за неявку на фінал чемпіонату 2014 року з  
«Бандитами». Також тут грають 
"Акули" (Херсон), "Тигри" (Харків), 
"Вікінги" (Миколаїв), "Дельфіни" (Маріуполь) і "ДТ Юнайтед" (Запоріжжя).

## Див.також
- ФАФУ
- Чемпіонат України з американського футболу
- Перша Ліга ФАФУ
- УЛАФ